# الفيضانات في جاكرتا

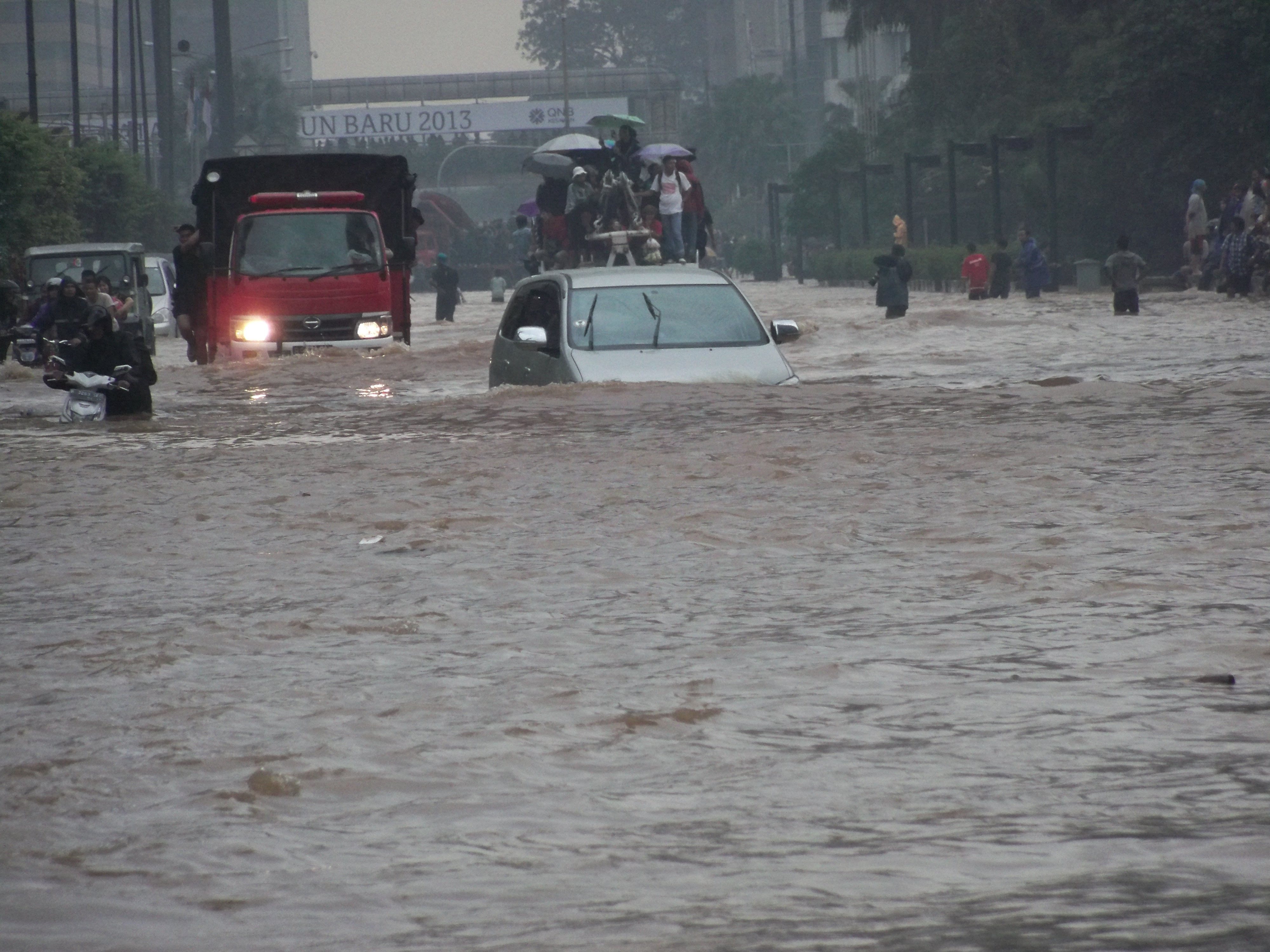

الفيضانات في جاكرتا يقع على الساحل الشمالي الغربي لجاوة عند مصب نهر تشي ليونغ على خليج جاكرتا، وهو مدخل لبحر جاوة وقد حدث مؤخرًا في أعوام 1996 و2002 و2007 و2013 و2020. حيث تغمر المياه أقسام ومناطق جاكرتا باستمرار.

## جغرافيا جاكرتا
تبلغ مساحة منطقة جاكرتا الخاصة 662 كم مربع من مساحة الأرض و حوالي 6977 كم مربع من منطقة البحر. تقع جاكرتا في حوض منخفض مسطح بمتوسط 7 أمتار (23 قدمًا) فوق مستوى سطح البحر 40٪ من جاكرتا، خاصة المناطق الشمالية، تحت مستوى سطح البحر، بينما الأجزاء الجنوبية بنيتها الجغرافية تلال نسبية.
تتدفق الأنهار من مرتفعات بونشاك إلى الجنوب من المدينة، عبر المدينة شمالاً باتجاه بحر جاوة، نهر تشي ليونغ يقسم المدينة إلى الإمارات الغربية والشرقية. الأنهار الأخرى تشمل سونتر وبيسانغراهان والذان يؤثران في المد والجزر في البحر. تشمل العوامل المساهمة الأخرى انسداد أنابيب الصرف الصحي والمجاري المائية التي تخدم عددًا متزايدًا من السكان، بالإضافة إلى إزالة الغابات بالقرب من المناطق الحضرية السريعة في بوجور وديبوك في المناطق النائية في جاكرتا. جاكرتا منطقة حضرية تعاني من مشاكل اجتماعية واقتصادية معقدة تساهم بشكل غير مباشر في إحداث فيضانات.

## الحلول

### قنوات الفيضانات
كانت قناة الفيضان الشرقي في شرق جاكرتا مشروعًا وطنيًا بدأ في عام 2003 ووصل أواخر عام 2009 إلى بحر جاوة وسيتم إنجازه في عام 2011. كان طوله 23.5 كيلومترًا يربط بين خمسة أنهار: سيبينانج وسونتر وبواران وجاتي كرامات وكاكونغ. سيقلل من الفيضانات والأمل كموقع رياضي للتجديف على بعد كيلومترين أيضًا. للتخفيف من الفيضانات ستقوم المرحلة الثانية من مبادرة التجريف الطارئة في جاكرتا بإنشاء قناة تحت الأرض (سيفون) من نهر سيليوونغ إلى نهر سيبينانج ثم تمر عبر قناة شرق الفيضان. وستخفض الفيضانات في كاوانغ وكامبونغ ميلايو وبوكيت دوري وكيبون بارو. الطول كيلومتر واحد وينتهي في عام 2016.

### استخدام الخرائط التشاركية
لإدارة المخاطر بشكل فعال فهي تحتاج إلى بيانات واسعة لاتخاذ قرارات بشأن الاستثمارات في التأهب والتخفيف والاستجابة. حتى وقت قريب لم تكن المعلومات التفصيلية عن حالة الكوارث (الفيضانات) متوفرة على المستوى المحلي. قام مشروع رائد في جاكرتا بقيادة وكالة إدارة الكوارث بمقاطعة جاكرتا بجمع بيانات عالية الدقة لإبلاغ الاستعداد للطوارئ والفيضانات. في وقت لاحق تم استخدام البيانات التي كان يمكن الوصول إليها من قبل المجتمع وعامة الناس، في تمرين التخطيط للطوارئ في جاكرتا 2011/2012. كانت معلومات المخاطر التي أنتجتها مفيدة للغاية لصانعي القرار في التأهب والتطوير وتخطيط الاستثمار. يمكن الآن استشارة موقع إلكتروني أنشأ لذلك ويحتوي على خريطة للفيضانات. يمكن العثور على بعض المعلومات الإضافية عبر منصة مفتوحة المصدر على الإنترنت، تعتمد على رسم الخرائط التشاركي الذي تجريه المجتمعات المحلية والجهات الخاصة والعامة التي تجمع المعلومات التفصيلية حول منطقة معينة وتقاسمها وتلبية الاحتياجات في حالات الكوارث.

## القضايا المستمرة

### غرق جاكرتا
إلى جانب الفيضانات من الأنهار، تغرق جاكرتا أيضًا حوالي 5 إلى 10 سم كل عام وما يصل إلى 20 سم في البر الرئيسي لشمال جاكرتا. من عام 2000 إلى عام 2050 من المتوقع أن يزداد مدى الفيضان الساحلي المحتمل بمقدار 110.5 كيلومتر مربع بسبب هبوط الأرض وارتفاع مستوى سطح البحر. ينجم هبوط الأرض في جاكرتا بشكل أساسي عن الإفراط في استخدام المياه الجوفية. في الوقت نفسه فقدت المياه الجوفية قدرتها على إعادة التغذية بسبب عدم وجود مناطق مستجمعات المياه والزيادة السكانية في العاصمة. بدون أي تنظيم للمياه الجوفية تقوم المباني في جاكرتا بسحب المياه من الأرض بمعدل غير مسبوق. بالنسبة للأسر وخاصة تلك الموجودة في الجزء السفلي من الهرم الاقتصادي يعتبر الحصول على المياه عبر الأنابيب ترفًا. ليس فقط يجب على العميل دفع التعرفة، وهي أعلى من المدن الإندونيسية الأخرى، غالبًا ما تثقل رسوم الأقساط الأسر الفقيرة للتواصل مع الصنبور.
بالإضافة إلى ذلك يعتبر السكان أن جودة المياه بالأنابيب (وإلى حد ما للمياه الجوفية) في جاكرتا ذات نوعية رديئة، مما يفسر لماذا 28٪ فقط من منازل جاكرتا تشرب المياه بالأنابيب والمياه الجوفية مقارنة بـ 95٪ في عام 2000. من المهم ملاحظة أنه بصرف النظر عن الشرب لا يزال الناس في جاكرتا يستخدمون المياه الجوفية، وإلى حد ما المياه التي يتم توصيلها بالأنابيب والمياه المعالجة. وقد أدى هذا السلوك الهيدرولوجي إلى الإفراط في استخدام المياه الجوفية، مما ساهم في هبوط الأرض.
في محاولة لحل المشكلة ستقدم هولندا 4 ملايين دولار لدراسة جدوى لبناء سد على خليج جاكرتا. سيتم تزويد السد الدائري بنظام ضخ ومنطقة احتجاز، وينظم مياه البحر ويتحكم فيها، كما سيتم استخدامه كطريق مرور إضافي. سيتم بناء المشروع بحلول عام 2025. تم إطلاق بناء جدار بحري بطول 8 كم على طول الساحل رسميًا في 9 أكتوبر 2014.